# Joppa geniculata
Joppa geniculata är en stekelart som beskrevs av Cameron 1884. Joppa geniculata ingår i släktet Joppa och familjen brokparasitsteklar. Inga underarter finns listade i Catalogue of Life.